# Redha Malek
Redha Malek, arabul رضا مالك, (Batna, 1931. december 21. – Algír, 2017. július 29.) algériai politikus.

## Élete
1957 és 1962 között, az algériai függetlenségi háború alatt a Nemzeti Felszabadítási Front újságjánál, az El Mudzsahidnél dolgozott szerkesztőként. 1962 után nagykövetként tevékenykedett Jugoszláviában (1962–64), Franciaországban (1965–70), a Szovjetunióban (1970–77), az Egyesült Államokban (1979–82) és az Egyesült Királyságban (1982–84). Közben, 1977 és 1979 között információs és kulturális miniszter volt.
1993. február 3. és augusztus 21. között külügyminiszterként dolgozott, majd 1994. április 11-ig Algéria miniszterelnöke volt, amikor polgárháború dúlt az országban. Az 1995. május 5-én alapított National Republican Alliance (ANR) párt elnöke volt.